# Roberto Colunga
Roberto Colunga Fernández (Gijón, 14 de octubre de 1970) fue secretario general del Bloque por Asturies desde su fundación y diputado de la Junta General del Principado de Asturias en su VII legislatura, desde el 4 de febrero de 2010 hasta el 22 de mayo de 2011. Primero, con la dimisión de Francisco Javier García Valledor, en el grupo de Izquierda Unida-Bloque por Asturies-Los Verdes y desde el 1 de agosto del 2010, como el único integrante del Grupo Parlamentario Mixto tras romper la coalición con dicha formación, se convirtió en el primer diputado del nacionalismo asturiano de izquierdas con representación propia.
Actualmente es técnico deportivo en grado superior, entrenador del Atlántic CF y directivo del equipo de fútbol Unión Club Ceares. Fue ayudante del concejal de Cultura Tradicional y Lengua Asturiana en la Junta de Gobierno de Gijón, desde donde impulsó el Festival Xixón 5º40'.
Fue miembro de la Junta Rectora de la Fundación Municipal de Cultura y de la Universidad Popular de Gijón. También fue cantante y guitarra del grupo Escándalo Públiko. 
Dentro del asturianismo fue miembro fundador de INA y del propio Bloque por Asturies.